# Birgit Ulrike Münch
Birgit Ulrike Münch (* 1975) ist eine deutsche Kunsthistorikerin und Hochschullehrerin. Sie ist seit 2016 Professorin für allgemeine Kunstgeschichte mit einem Schwerpunkt auf der Kunst der Niederlande an der Universität Bonn.

## Leben
Von 1995 bis 1997 studierte sie an der Universität Heidelberg Kunstgeschichte, Geschichte, Politologie und Soziologie, von 1997 bis 1998 an der Universität Paris IV Kunstgeschichte und Mittelalterliche Geschichte und von 1999 bis 2003 an der FU Berlin Kunstgeschichte und Geschichte sowie Mittellateinische Philologie als Gasthörerin. Sie machte ihre Magistra Artium 2003 am Institut für Kunstgeschichte der Freien Universität Berlin mit der Arbeit Das Speculum passionis von Ulrich Pinder. Ein Erbauungsbuch im vorreformatorischen Nürnberg mit Holzschnitten der ersten Dürer-Werkstatt mit der Note „sehr gut“. Von 2003 bis 2004 war sie wissenschaftliche Mitarbeiterin in Vertretung in Heidelberg, Abteilung für Europäische Kunstgeschichte. Von 2004 bis 2005 war sie wissenschaftliche Mitarbeiterin, Bayerisches Landesamt für Denkmalpflege, München. Ein Promotionsstudium in Kunstgeschichte und Geschichte absolvierte sie von 2004 bis 2007 an der Universität München und Universität Trier. Von 2005 bis 2010 war sie wissenschaftliche Assistentin in Trier am Lehrstuhl für Kunstgeschichte (Andreas Tacke). Nach der Promotion 2007 zum Dr. phil. an der Universität Trier im Fach Kunstgeschichte (Geteiltes Leid: Die Passion Christi in Bild und Text der Konfessionalisierung. Von der Reformation bis zu den jesuitischen Großprojekten um 1600 [deutsche sowie nord- und südniederländische Druckgraphik], Gesamtprädikat „summa cum laude“) war sie ab Juni 2010 Akademische Rätin a. Z., Universität Trier (am Lehrstuhl für Kunstgeschichte von Andreas Tacke). Im November 2015 forschte sie an der University of Oxford (Oriel College) im Rahmen eines mehrwöchigen Mobilitätsstipendiums, Gastgeberin: Lyndal Roper (History Department). Im Sommersemester 2016 vertrat sie Lehrstuhl für Mittlere und Neuere Kunstgeschichte, Jürgen Müller an der TU Dresden. Nach der Habilitation 2016 (Venia legendi für Allgemeine Kunstgeschichte) an der Universität Trier über alternative Kunstöffentlichkeiten in Frankreich und den Niederlanden von 1450 bis um 1815, eingereicht im November 2015 an der Universität Trier, lehrt sie seit Oktober 2016 als W2-Professorin mit dem Schwerpunkt niederländische Kunstgeschichte an der Universität Bonn.
Ihre Forschungsschwerpunkte sind flämische, niederländische, deutsche und französische Malerei und Druckgraphik 15.–18. Jahrhundert, Genese der Genremalerei und ihre wissenschaftsgeschichtliche Rezeption, Visualisierung von Sprichwörtern und Phraseologismen, Bild-Text-Strategien, Kunst und Konfessionalisierung, Grabplastik 15.–19. Jahrhundert, Künstlersozialgeschichte, Räume der Kunstöffentlichkeit(en) vor und nach der Aufklärung und Kunstformen von Krankheit (v. a. Syphilis), Emotion und Angst.

## Schriften (Auswahl)
- Geteiltes Leid. Die Passion Christi in Bildern und Texten der Konfessionalisierung. Druckgraphik von der Reformation bis zu den jesuitischen Großprojekten um 1600 . Regensburg 2009, ISBN 978-3-7954-2174-8.
- als Herausgeberin mit Markwart Herzog und Andreas Tacke: Künstlergrabmäler. Genese – Typologie – Intention – Metamorphosen. Petersberg 2011, ISBN 978-3-86568-629-9.
- als Herausgeberin mit Zita Ágota Pataki: Jordaens. Genius of grand scale. Stuttgart 2012, ISBN 978-3-89821-951-8.
- als Herausgeberin mit Ane Kleine-Engel und Natalia Filatkina: Formelhaftigkeit in Text und Bild. Wiesbaden 2012, ISBN 3-89500-813-3.